# ガンダ族
ガンダ族（単数 muganda, 複数 baganda）は、ウガンダ共和国ビクトリア湖北岸に居住するバントゥー系民族}。ブガンダ王国の主体となった民族で、人口は約150万人。
バナナ、サツマイモ、ラッカセイ、コーヒー、綿花などを栽培する農耕民で、鈍器や土器、カヌーなどの工業製品の製作技術を持つ。父系クランを母体とする集団生活を営む社会生活が発達している。一夫多妻制。
1966年に王制が廃止されて以降、王室や連邦制の支持者は反政府勢力と看做されることも多く、度々弾圧された。

## 関連文献
- 森口岳「植民地下ウガンダにおける梅毒」『くにたち人類学研究』1巻、p.55-72, 2006年5月。
- 西田巳四郎「第五節　バガンダ種族」『人類学概論』大阪毎日新聞社、1926年、225-231頁。CRID 1130282271868611968。doi:10.11501/1018046。 NCID BN14498517。OCLC 674313401。国立国会図書館書誌ID:000000597536。2025年5月5日閲覧。
- 渋谷敦志「地球ギャラリー(vol.77)Uganda ウガンダ 学びの明かり」『Mundi = ムンディ』第17号、日本文化人類学会、2015年、30-36頁、CRID 1521136281160507776、ISSN 21880670、NAID 40020349846、NCID AA12638761、OCLC 5734336347、国立国会図書館書誌ID:026081530、2025年5月5日閲覧。
- 森口岳「女たちは踊ることができるか? : カンパラのバーガールのシティズンシップとその「主体性」への再考」『文化人類学』第83巻第2号、日本文化人類学会、2018年、213-232頁、CRID 1390845713054106496、doi:10.14890/jjcanth.83.2_213、ISSN 1349-0648、NAID 130007603523、NCID AA11958949、OCLC 7902394779、国立国会図書館書誌ID:029297610、2025年5月5日閲覧。